# Sageville
Sageville é uma cidade localizada no estado americano de Iowa, no Condado de Dubuque.

## Demografia
Segundo o censo americano de 2000, a sua população era de 203 habitantes.
Em 2006, foi estimada uma população de 194, um decréscimo de 9 (-4.4%).

## Geografia
De acordo com o United States Census Bureau tem uma área de
1,6 km², dos quais 1,6 km² cobertos por terra e 0,0 km² cobertos por água.

## Localidades na vizinhança
O diagrama seguinte representa as localidades num raio de 12 km ao redor de Sageville.